# François de Labouchere
Pour les articles homonymes, voir Labouchère.
François de Labouchère, né à Saint-Jean-le-Vieux (Ain) le 18 septembre 1917 et tué en combat aérien le 5 septembre 1942, est un aviateur français de la Seconde Guerre mondiale, Compagnon de la Libération à titre posthume par décret du 5 janvier 1943 .

## Famille
La famille de Labouchère est une famille protestante d'ancienne bourgeoisie originaire de Gascogne, en pays de Lomagne, aujourd'hui le Gers.  La famille Barrier était propriétaire de la terre de Labouchère dont elle a conservé le nom. Pierre Labouchère (1685-1735) était commis aux domaines de Béarn à Orthez et négociant en tissus. Mathieu Labouchère (1721-1796), négociant en tissus, s'est réfugié, comme protestant, à Londres, puis à La Haye. Antoine Labouchère (1775-1829), était négociant, armateur à Nantes. Une ordonnance du président du tribunal d'Orthez du 19 janvier 1921 permet à cette famille l'usage de la particule précédant son patronyme.

## Biographie

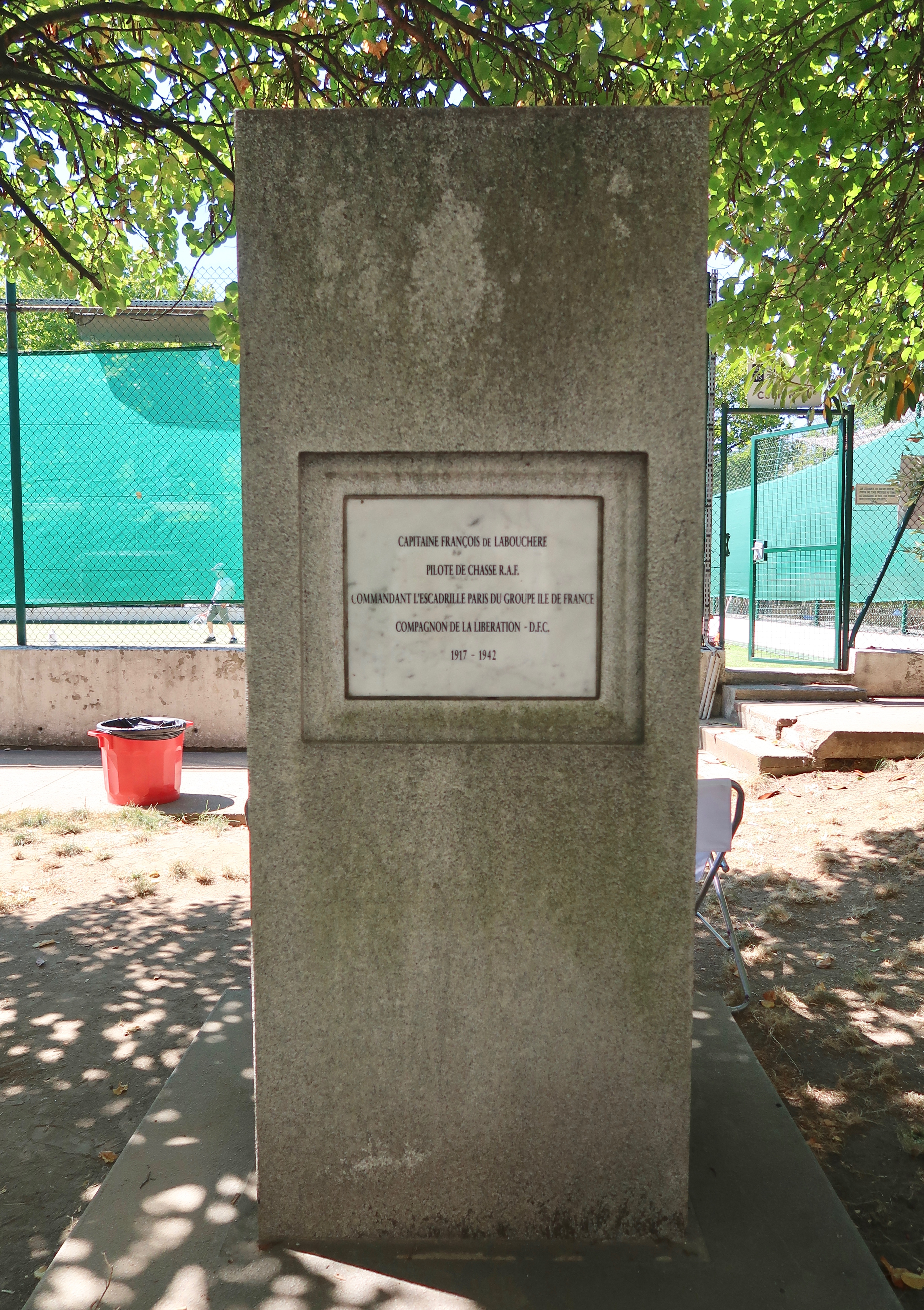
Stèle et plaque en hommage à François de Labouchere, en face du no 90 boulevard Flandrin.

François de Labouchère est l'un des premiers pilotes à rejoindre les Forces aériennes françaises libres. Élève pilote au moment de la campagne de France durant laquelle meurt son père, officier de cavalerie, il se trouve au Maroc quand survient l'armistice. Passant par Gibraltar, il rejoint alors l'Angleterre où il retrouve son camarade de lycée, Émile Fayolle. 
Promu adjudant en septembre 1940, il est affecté au No. 85 Squadron en compagnie de Fayolle. En mars 1941, promu sous-lieutenant, il est affecté au No. 242 Squadron où se trouvent Philippe de Scitivaux et Bernard Dupérier et toujours avec Fayolle. En juillet, sacrifiant sa période de repos, il est affecté sur sa demande au No. 615 Squadron, où se trouvent René Mouchotte et Jean Maridor. En juillet 1941, il établit un plan avec quelques camarades afin de voler avec 3 appareils équipés de fumigènes tricolores au-dessus des Champs-Élysées le 11 novembre 1941 : la demande suit son cours favorablement au niveau du commandement mais est finalement interdite par M. Winston Churchill ! En juillet, toujours affecté au 615 Squadron, il devient instructeur pour la lutte anti-navires (il en attaquera une vingtaine). En novembre 1941, il est affecté au groupe de chasse Île-de-France, le No. 340 Free French Squadron où il devient capitaine et commandant de l'escadrille Versailles le 1er août 1942. Le 19 août, jour de l'attaque sur Dieppe, son ami Fayolle disparaît. Le 5 septembre, Labouchère disparaît à son tour en combat aérien face à des FW 190 du JG 26 ("les Abbeville Boys") lors d'une opération Circus (envoi massif de chasseurs britannique dans le ciel de France afin de forcer les chasseurs allemands à les combattre). Son corps n'a jamais été retrouvé.

## Tableau de chasse
- le 23 juin 1941, il abat un Me 109 au-dessus de Desvres
- le 18 septembre 1941, il abat un Me 109 au-dessus d'Ostende
- le 19 août 1942, il abat deux Do 217 au-dessus de Dieppe

## Décorations et mémoire
- Chevalier de la Légion d'honneur
- Compagnon de la Libération à titre posthume par décret du 5 janvier 1943
- Croix de guerre 1939–1945 avec quatre palmes
- Médaille de la Résistance française avec rosette
- Médaille commémorative des services volontaires dans la France libre
- Distinguished Flying Cross (Royaume-Uni)
- Un centre sportif porte son nom à Paris (16e) avec une stèle et une plaque, boulevard Flandrin[6]
- Une plaque commémorative a été apposée sur la façade de l'immeuble où il a habité (1930-1939), au no 8 de la rue Guy de Maupassant (16e arrondissement de Paris)[6]
- Une parole de François Labouchère : « Le plus difficile n'est pas d'accomplir son devoir, mais de le discerner »[5].